# Saint-Loup, Jura
Saint-Loup är en kommun i departementet Jura i regionen Bourgogne-Franche-Comté i östra Frankrike. Kommunen ligger i kantonen Chemin som tillhör arrondissementet Dole. År 2022 hade Saint-Loup 239 invånare.

## Befolkningsutveckling
Antalet invånare i kommunen Saint-Loup
Referens:INSEE